# Праведні халіфи
Праведні халіфи — перші чотири халіфи, що правили арабами після смерті Мухаммеда (632) до встановлення Омеядського халіфату: Абу Бакр, Умар ібн аль-Хаттаб, Осман ібн Аффан та Алі ібн Абу Таліб. Поняття праведності перших халіфів зародилося пізніше, в часи Аббасидського халіфату. Суніти вважають праведниками всіх 4 халіфів, шиїти визнають праведність тільки Алі ібн Абу Таліба, оскільки вважають, що він мав бути першим халіфом, бо саме його вважав своїм спадкоємцем Магомет.
Абу Бакр був тестем Магомета і став халіфом після його смерті. Він правив до 634 року.
Умар ібн аль-Хаттаб був товаришем Магомета. Він правив з 634 до 644 року. На період його правління припадають значні перемоги арабів над Візантією та імперією Сасанідів. Загинув від руки перського християнина.
Осман ібн Аффан був товаришем Магомета і правив з 644 по 656 рік. Він походив з Омеядів. Був убитий.
Алі ібн Абу Таліб був зятем Магомета. Шиїти вважають, що саме він повинен був стати першим халіфом. Алі прийшов до влади після вбивства Османа, і чимало арабів підозрювали, що він доклав до цього вбивства руку. Як наслідок, розпочалася громадянська війна, Алі було вбито, і новим халіфом став Муавія, що започаткував династичну монархію серед арабів.